# XV arrondissement di Marsiglia
Il XV arrondissement di Marsiglia (in francese 15e arrondissement de Marseille) è uno dei sedici arrondissement in cui è suddivisa la città francese. 
Confina a nord con i comuni di Les Pennes-Mirabeau e Septèmes-les-Vallons, ad est con il XIV arrondissement, a sud-est con il III arrondissement, a sud-ovest con il II arrondissement e ad ovest con il mar Mediterraneo ed il XVI arrondissement. 
Fa parte della macroarea nota come Quartieri Nord (Quartiers nord in francese).
È suddiviso in dodici quartieri ufficiali: Les Aygalades, La Castellane, Borel, La Cabucelle, La Calade, Les Crottes, La Delorme, Notre-Dame Limite, Saint-Antoine, Saint-Louis, Verduron e La Viste.